# Maria Chiara Augenti
Maria Chiara Augenti (Napoli, 1º novembre 1982) è un'attrice italiana.

## Biografia
Nata a Napoli nel 1982, frequenta per tre anni il Laboratorio teatrale del Liceo Mameli, diretto da Marina Francesconi, ma debutta in teatro nel 2001 in Miseria e nobiltà di Eduardo Scarpetta, regia di Geppi Di Stasio.
Dopo aver interpretato il ruolo di Anna Pezzi nel film Ricordati di me (2003), diretto da Gabriele Muccino, diventa popolare nel 2004 con il ruolo di Pallina in Tre metri sopra il cielo, regia di Luca Lucini che la dirigerà anche ne L'uomo perfetto (2005), in cui ha il ruolo di Ginevra.
Nel 2006 interpreta il personaggio di Teresa nella serie tv di Rai 1, Capri; l'anno successivo ritorna ad impersonare Pallina nel sequel di Tre metri sopra il cielo Ho voglia di te, regia di Luis Prieto, con cui gira anche il videoclip Maledetta me del gruppo rock La Menade.
Nel 2010 interpreta Lili Paravidino, l'Angelo della Morte, nella fiction R.I.S. Roma - Delitti imperfetti per poi fare ritorno al cinema nel 2013 con Niente può fermarci nel ruolo di Regina, dove recita accanto a Gérard Depardieu per la regia di Luigi Cecinelli.
Nel 2015 è a teatro in Tempeste solari di Luca De Bei, con Ugo Pagliai e Paola Quattrini.
Nel 2017 è tra le protagoniste della soap opera Un posto al sole nel ruolo di Valentina Prisco.

## Teatro
- L'assemblea delle donne di Aristofane, regia di Marina Francesconi (1999)
- Plaisir d'amour - Don Giovanni, regia di Marina Francesconi (2000)
- Miseria e nobiltà di Eduardo Scarpetta, regia di Geppi Di Stasio (2001-2002)
- Antigone, regia di Giampaolo e Gianluca Ansanelli (2004)
- Gino non si tocca più, testo e regia di Giampaolo Morelli e Gianluca Ansanelli (2006)
- Stabat Mater di Antonio Tarantino, regia di Juan Diego Puerta López (2013)
- Domestica - Il compleanno di Greta Agresti e Andrea Cappadona, regia di Juan Diego Puerta Lopez (2013)
- La vita è una beffa del destino, da Aldo Nicolaj, regia di Greta Agresti (2013)
- Dignità autonome di prostituzione, regia di Luciano Melchionna (2014)
- Re Lear di William Shakespeare, regia di Michele Placido e Francesco Manetti (2014)
- Vola via con me, Desdemona! di Elsa Agalbato e Fabio Sargentini (2015)
- Nessuno muore, testo e regia di Luca De Bei (2015)
- Tempeste solari, testo e regia di Luca De Bei (2015)
- Eterologa. La maternità è altrove. Sei personaggi in cerca di... possibili risposte di Emilia Costantini (2016)
- Donne come noi di Emanuela Giordano e Giulia Minoli (2018)

## Filmografia

### Cinema
- Ricordati di me, regia di Gabriele Muccino (2003)
- Tre metri sopra il cielo, regia di Luca Lucini (2004)
- L'uomo perfetto, regia di Luca Lucini (2005)
- Ho voglia di te, regia di Luis Prieto (2007)
- Niente può fermarci, regia di Luigi Cecinelli (2013)
- Brutti e cattivi, regia Cosimo Gomez (2017)

### Televisione
- Un posto al sole, registi vari - serie TV, Rai 3 (2005, dal 2017 al 2018)
- Distretto di Polizia 6, regia di Antonello Grimaldi - serie TV, episodio 6x13 (2006)
- Capri 1° st., regia di Francesca Marra ed Enrico Oldoini - serie TV, Rai 1 (2006)
- R.I.S. Roma - Delitti imperfetti, regia di Fabio Tagliavia - serie TV, 16 episodi (2010)
- Un cane per due, regia di Giulio Base - film TV (2010)
- I soliti idioti 4 - serie TV, episodi 2 e 7 (2012)

### Videoclip
- Maledetta me, regia di Luis Prieto - La Menade  (2007)
- Sei fantastica, regia di Romana Meggiolaro - Max Pezzali (2007)